# Chris Lee (Politiker, 1981)

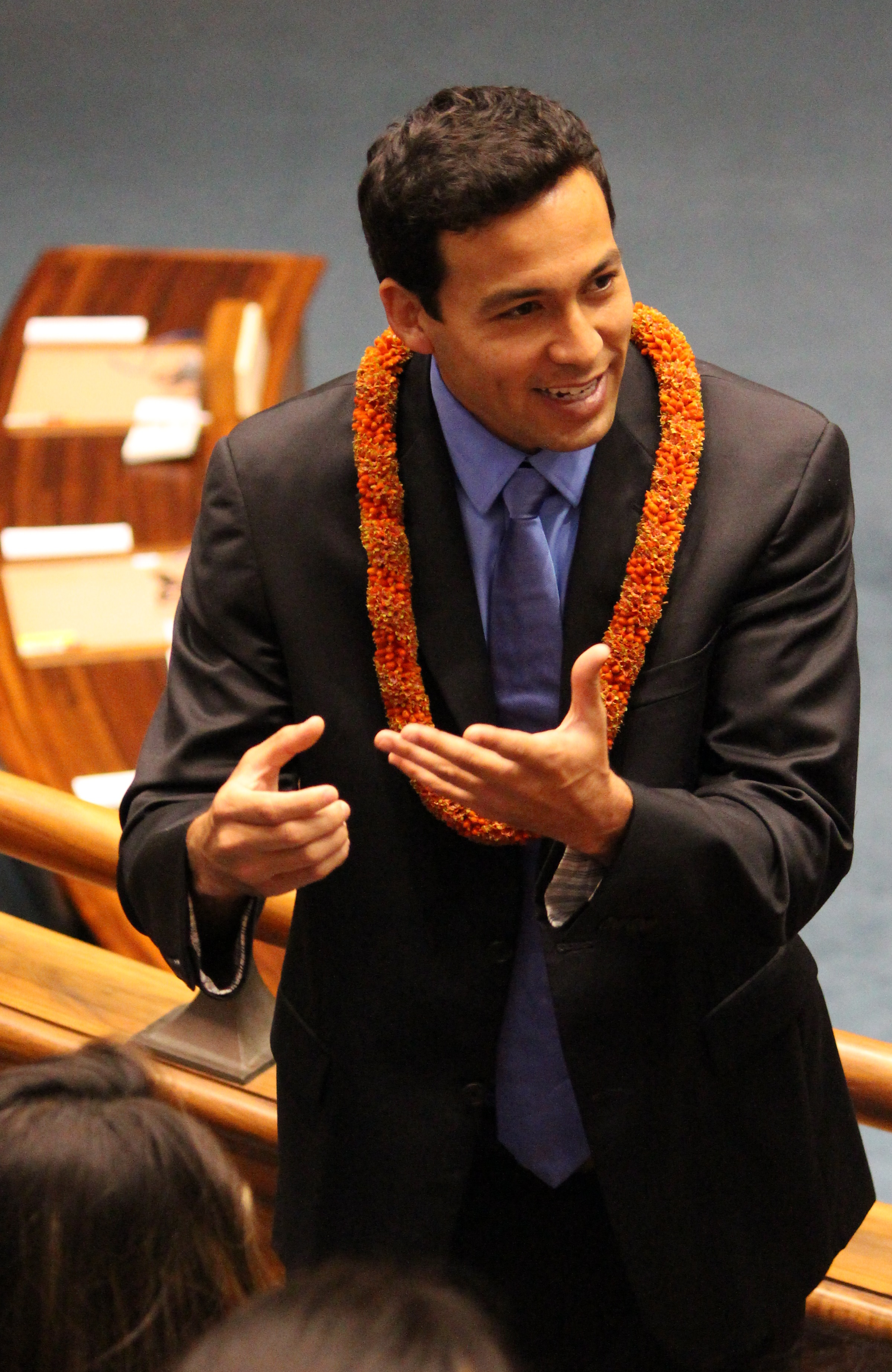
Chris Lee, 2013

Christopher Kalani Cushman Lee (* 28. Januar 1981 in Honolulu, Hawaii) ist ein US-amerikanischer Politiker der Demokratischen Partei und seit 2009 Abgeordneter im Repräsentantenhaus von Hawaii für den 51. Wahlbezirk, der die Orte Lanikai und Waimānalo umfasst. Im Repräsentantenhaus ist er Mitglied des Finanz- und des Energie- und Umweltschutzausschusses sowie der Ausschüsse für Wohnungsbau und für Wasser-, Land- und Ozeanressourcen.
Lee studierte an der Oregon State University.